# Kap
Jaume Capdevila i Herrero (Berga, Barcelona, 25 de junio de 1974) conocido por el seudónimo de Kap, es un dibujante y caricaturista español, de género humorístico, que colabora en medios de Barcelona como La Vanguardia, Mundo Deportivo y El Jueves, en otras publicaciones catalanas como El Triangle, Gegants o Regió7, o internacionales, como Courrier International o Siné Mensuel. 
Galardonado con varios premios, como el Premio Internacional de Humor Gat Perich, el Notario del Humor, el Press Carton Europe (en 2016) o el Premio Liberpress (en 2017); se le considera, gracias a su labor teórica y de investigación, uno de los principales especialistas catalanes en prensa humorística y dibujo de humor.
Es presidente de Dibujantes sin fronteras y miembro de Cartooning for peace, colectivo de dibujantes de todo el mundo auspiciado por la ONU.

## Biografía
Licenciado en Bellas Artes por la Universidad de Barcelona, dibuja para La Vanguardia, El Mundo Deportivo, y El Jueves, entre otras publicaciones como Regió7, o El Triangle. Ha publicado en un gran número de periódicos y revistas, desde el periódico francés Le Monde o la revista Stern, a revistas como Cooperació CAT, Directa, Carrer, o El Web Negre. Ha publicado una veintena de libros recopilando sus chistes y viñetas y ha realizado varias aproximaciones teóricas al humor gráfico, mediante exposiciones, libros o los artículos que publica ren varias revistas especializadas, entre ellas, la revista de historia Sápiens en la que mantiene una sección sobre la historia del humor gráfico. Ha dirigido la exposición "Trazos", un recorrido por los 100 años de humor gráfico e ilustración en el periódico decano de la prensa deportiva española, El Mundo Deportivo, la muestra sobre Joaquim Muntañola "L'art de riure, l'art de viure", o la exposición "Tísner" en el marco de la bienal de humor gráfico Humorália en Lérida. Ha paricipado en importantes muestras de humor gráfico nacionales e internacionales, y ha realizado exposiciones de viñetas por toda Cataluña, y también Madrid, Valencia, Oporto, Lisboa, París o México. Dirigió de forma mancomunada las efímeras revistas de humor Manikómik y Escudella i carn d'olla. y en 2017 fue el principal impulsor de la revista satírica Illegal Times. En el año 2015, tras los atentados en la revista francesa Charlie Hebdo, fue uno de los encargados de traducir al español el número especial de la revista que se editó en varios idiomas.
Ha publicado varias aproximaciones teóricas al humor gráfico catalán y a sus autores y publicaciones en prensa especializada, así como en el portal Tebeosfera, y ha colaborado con instituciones como Ficomic, la Fundación General de la Universidad de Alcalá de Henares o la Universidad de Alicante.
También es autor de varios libros que recuperan autores y publicaciones de la rica tradición de dibujantes de humor de este país. Recuperó en un libro sobre las viñetas del principal caricaturista español del primer tercio del siglo XX Luis Bagaría durante la guerra civil española, titulado Bagaria. La guerra no fa riure (Dux Editorial), donde analiza y contextualiza la producción del genial caricaturista durante la guerra antes de su exilio a París y La Habana, y un estudio sobre la faceta de caricaturista de Tísner: L'humor gráfic de Tísner (Pagés ed.). También ha hecho libros sobre dibujantes como Muntañola, Dameson o El Perich, y ha participado en volúmenes colectivos sobre autores como Vázquez o Josep Coll. En 2012, coincidiendo con el centenario del cierre de la popular revista satírica ¡Cu-cut!, ha dirigido el más importante estudio realizado sobre la fecha sobre esta publicación: Cu-cut! Sàtira política en temps trasbalsats (1902-1912), que ha cristalizado en una exposición y un libro con aportaciones de Josep Maria Cadena, Lluís Solà i Dachs, Cecília Vidal Maynou, Antoni Guiral, Sebastià Roig, Ricard Mas Peinado, Josep Maria Figueres, Jordi Artigas, Ramon Folch i Camarasa, y Josep Pinyol Vidal. En la misma línea ha recuperado las importantes revistas catalanas L'Esquella de la Torratxa (L'Esquella de la Torratxa 1879-1939. 60 anys d'història catalana. Efados, 2013), Papitu  (Papitu (1908-1937) Sàtira, erotisme i provocació. Efados, 2014), La Campana de Gràcia ( La Campana de Gràcia (1870-1934). La primera publicació catalana de gran abast. Pagés ed. 2014) y Pocholo (en el volumen colectivo Tebeos. Las revistas infantiles. ACyT Tebeosfera, 2014). Reivindicó la obra de los dibujantes Tono y Mihura en el libro Humor del 27, y se encargó de editar las memorias del dibujante Perich, que se editaron en 2020 bajo el título Un abrigo verde penicilina.
El 2009 le fue concedido el Premio Internacional de Humor Gat Perich, junto con Andreu Buenafuente, galardón que ya tienen El Roto, Forges, Mingote, Gallego y Rey, Plantú, Gila o Wolinski. En 2013 recibió en nombre de Cartooning for Peace el premio Liberpress, y en 2015 recibió juntamente con Ortifus el Premio Notario del Humor de la Universidad de Alicante. Forma parte del Consejo de Dirección del Instituto Quevedo del Humor de la Fundación General de la Universidad de Alcalá presidido por Forges y Mingote.

### Libros de viñetas
- 1997 Sense Kap ni peus
- 1999 Barça: 100 años de buen humor
- 2001 La Patumàquia
- 2003 El Milhomes (Colectivo)
- 2007 El Maragallato
- 2007 Tiro al blanco Colección Pelotazos, n.1
- 2007 Aquellos maravillosos años Colección Pelotazos, n.2
- 2007 La cuadratura del círculo virtuoso Colección Pelotazos, n.3
- 2007 Cosas del Barça Colección Pelotazos, n.4
- 2007 Comunica con humor (Colectivo)
- 2009 Manar! Manar!
- 2010 Bojos pel futbol
- 2012 Enfoteu-vos-en! (Colectivo)
- 2012 ResCatallats (Colectivo)
- 2012 Any d'Estelades (Colectivo)
- 2013 Fins als Borbons! (Colectivo)
- 2013 Som i Serem. Postals de la Catalunya independent
- 2014 Any de sobres (Colectivo)
- 2014 Pujol i fa sol
- 2014 Any de Consulta (Colectivo)
- 2015 Kap. 15 anys Gegants
- 2017 Kap. Dibujos y otras provocaciones
- 2018 Kaput

### Cómic
- 2021 Cavalls Salvatges (Con guion de Jordi Cussà)

### Ensayos sobre humor gráfico
- 2006 Trazos. Un siglo de ilustración y buen humor en Mundo Deportivo
- 2006 Muntañola. L'art de riure, l'art de viure
- 2006 Señor director... Col. Barcelona una ciudad de Vanguardia, n.17
- 2007 Bagaria. La guerra no fa riure
- 2009 L'humor gràfic de Tísner. Aproximació a les caricatures d'Avel·lí Artís-Gener
- 2009 Canya al Borbó! Iconografía satírica de la monarquia espanyola
- 2010 Los Borbones a parir. Iconografía satírica de la monarquía española
- 2011 Si los curas y frailes supieran. Antología de caricatura anticlerical
- 2011 (Junto a Lluís Solà i Dachs) Andreu Dameson. Geni de la caricatura
- 2011  El Gran Vázquez. Todo por la pasta (Colectivo)
- 2012  Cu-cut! Sàtira política en temps trasbalsats (1902-1912)
- 2013 L'Esquella de la Torratxa 1879-1939. 60 anys d'història catalana.[18]
- 2013 La Campana de Gràcia (1870-1934). La primera publicació catalana de gran abast
- 2014 Tebeos. Las revistas infantiles. (Colectivo)
- 2014 Papitu (1908-1937) Sàtira, erotisme i provocació.
- 2015 (con Raquel Perich) Perich sense caducitat.
- 2014 Josep Coll. El observador perplejo. (Colectivo)
- 2016 L'Humor gràfic a Barcelona
- 2017 Tono / Mihura. Humor del 27.

### Ilustraciones
- ¡Que sabrá usted de fútbol!
- Los 200 mejores chistes deportivos
- Urruti t'estimo!
- El cabàs de micacos
- Guia del Berguedà
- El tres i el set números meravellosos
- Llegendes dels capgrossos i els gegants d'Esplugues
- El Quixot dels ignorants
- Un tresor entre torres i altres narracions
- Restaurantes originales de Barcelona
- Amores In-Perfectos
- ¡Qué rabia da!
- La Bugadera
- Manual del bon patumaire
- Guia d'orientació per patumaires
- Mosèn Cinto i el pi de les tres branques
- Queralt. Un santuari de la Mare de Déu
- La Patum. El Corpus Christi de Berga
- Antigues imatges de La Patum
- Músiques de la Patum
- El tunel de la por
- No em toquis els fogons
- Repensant Catalunya
- Historia de España para Dummies
- Cocina fácil para Dummies
- Dormir bien para Dummies
- Jubilación para Dummies
- Declaración de renta para Dummies